# Capitol Records

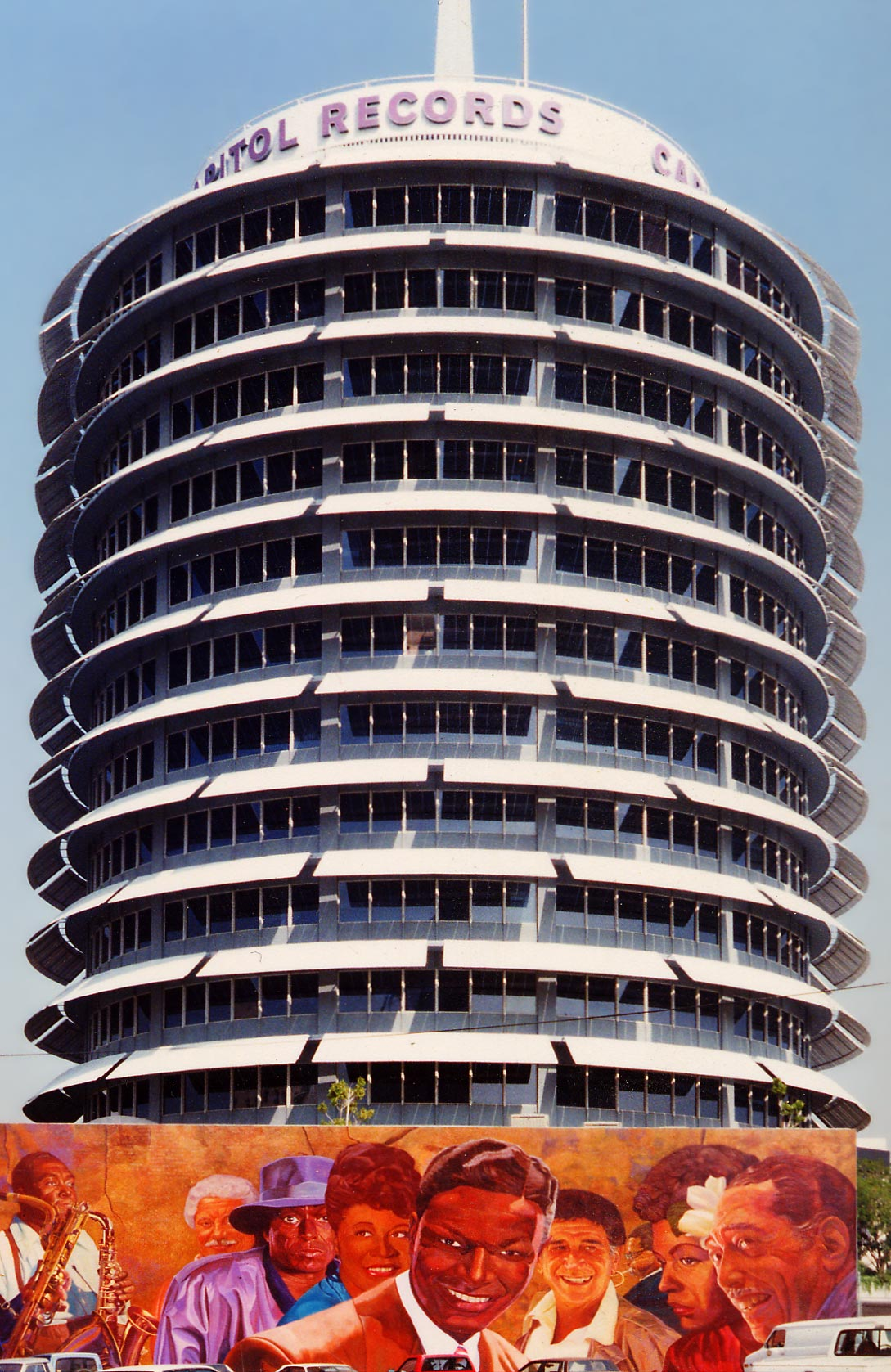
Capitol Records Building i Los Angeles.

Capitol Records är ett amerikanskt skivbolag bildat 1942 av Johnny Mercer. Bolaget togs över av EMI 1955 och syftet var att låta de stora artisterna exklusivt få denna skivetikett. Capitol Records är en label inom Capitol Music Group och ingår i Universal Music.

## Artister på Capitol Records (Urval)
- The Band
- Avenged Sevenfold
- The Beach Boys
- Glen Campbell
- Grand Funk Railroad
- Katy Perry
- Nat "King" Cole
- Peggy Lee
- Maze
- Anne Murray
- Helen Reddy
- Linda Ronstadt
- Bob Seger
- Steve Miller Band
- The Beatles (i USA)
- Silentó
- Calum Scott